# Bayenthal
Der Stadtteil Bayenthal liegt im Süden der Stadt Köln und gehört zum Stadtbezirk Rodenkirchen.

## Lage
Der Stadtteil Bayenthal grenzt im Osten an den Rhein, im Süden an Marienburg, im Westen an Raderberg und mit der Eisenbahnlinie zur Kölner Südbrücke im Norden an die Neustadt-Süd. Rechtsrheinisch liegt Poll gegenüber.

## Geschichte
Die erste Erwähnung Bayenthals ist aus dem Jahre 1307 überliefert. Noch 1830 bestand der zur Bürgermeisterei Rondorf gehörende Ort aus drei Häusern und einem Kalkofen. 1856 entwickelte er sich mit der Etablierung der Kölnischen Maschinenbau-AG auf dem Gelände zwischen Alteburger, Tacitus- und Goltsteinstraße durch Gustav von Mevissen und H. Martin Goltstein zu einem Industriestandort. An der Alteburger Straße entstanden Arbeiterhäuser, von denen einige noch erhalten sind.
Die Eingemeindung nach Köln erfolgte 1888. Bayenthal war einer der ersten Stadtteile Kölns, der mit einer Pferdestraßenbahn an die Innenstadt angeschlossen wurde. Die Linie wurde nach der Wende zum 20. Jahrhundert elektrifiziert. Seit 1975 ist Bayenthal ein Teil des Stadtbezirks Köln-Rodenkirchen.

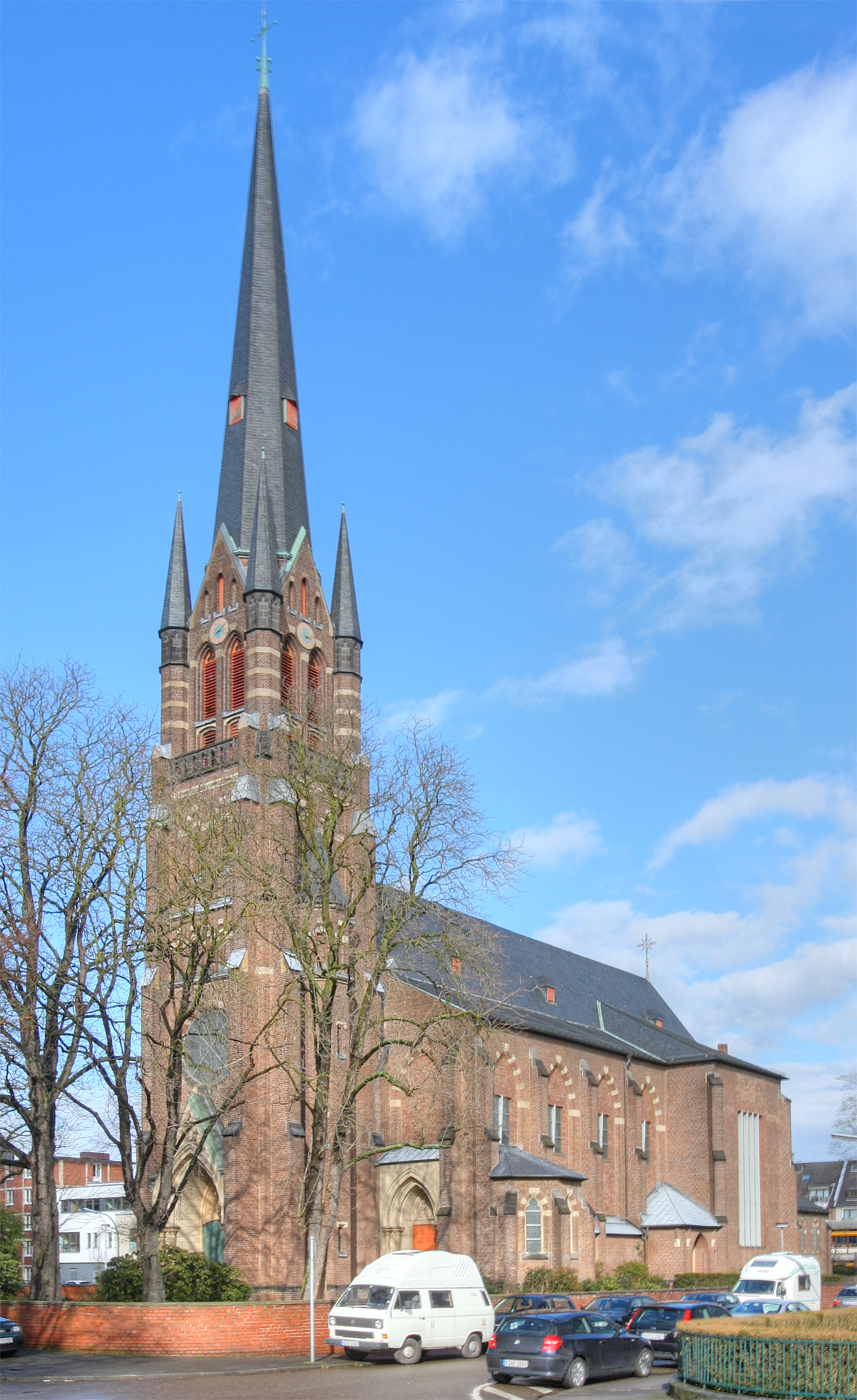
St. Matthias in Bayenthal

1863 wurde an der Ecke Goltsteinstraße / Bonifazstraße nach Plänen des Kölner Architekten Vincenz Statz eine Kirche gebaut. Sie wurde 1904 abgerissen, nachdem für die inzwischen auf 4000 Seelen gewachsene Gemeinde am Mathiaskirchplatz die Pfarrkirche St. Matthias nach Entwurf des Architekten Theodor Kremer errichtet worden war, die 1600 Gläubigen Platz bietet. Pfarrer Franz Ludwig Maybaum veranlasste darüber hinaus den Bau des St.-Antonius-Krankenhauses und des Pfarrhauses bei der Kirche. Im Zweiten Weltkrieg wurde die Kirche bei Luftangriffen am 31. Mai 1942 und 4. Juli 1943 stark beschädigt, und auch noch, als die US-Armee im März 1945 in Bayenthal einmarschierte und die deutsche Artillerie von der rechten Rheinseite auf sie schoss. Nach dem Krieg gestaltete Architekt Dominikus Böhm aus den Trümmern einen stark veränderten Kirchenraum, der im Juli 1952 eingeweiht werden konnte. Das von Böhm entworfene Kreuz hinter dem Hauptaltar, das zunächst nur stilisierte Kreuznägel gezeigt hatte, wurde 1984 von Hermann Josef Baum mit einem Corpus versehen.

## Bevölkerungsstatistik
Struktur der Bevölkerung von Köln-Bayenthal (2021):
- Durchschnittsalter der Bevölkerung: 41,3 Jahre (Kölner Durchschnitt: 42,3 Jahre)
- Ausländeranteil: 19,9 % (Kölner Durchschnitt: 19,3 %)
- Arbeitslosenquote: 4,2 % (Kölner Durchschnitt: 8,6 %)

## Wirtschaft und Infrastruktur

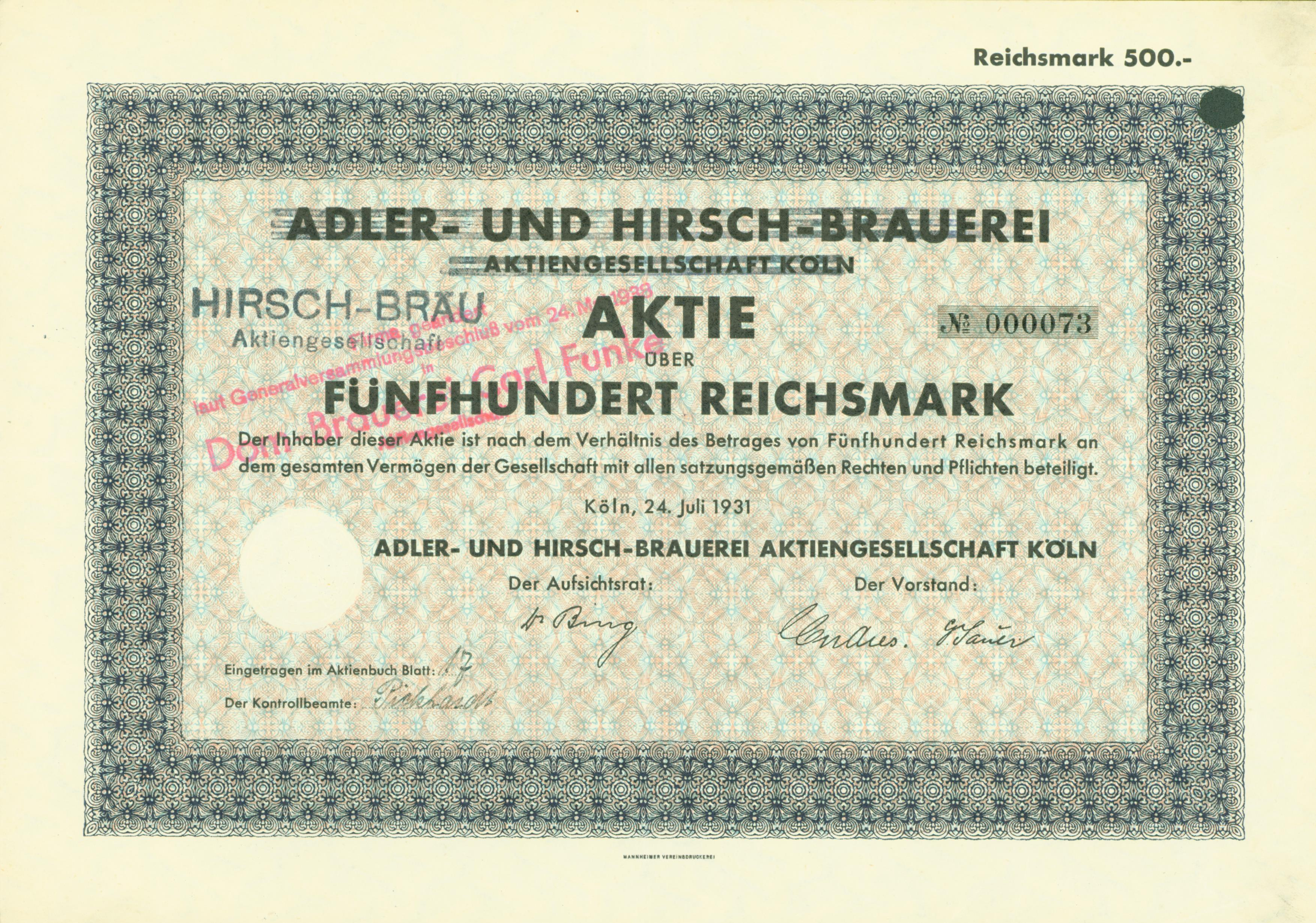
Aktie über 500 RM der Adler- und Hirsch-Brauerei AG vom 24. Juli 1931

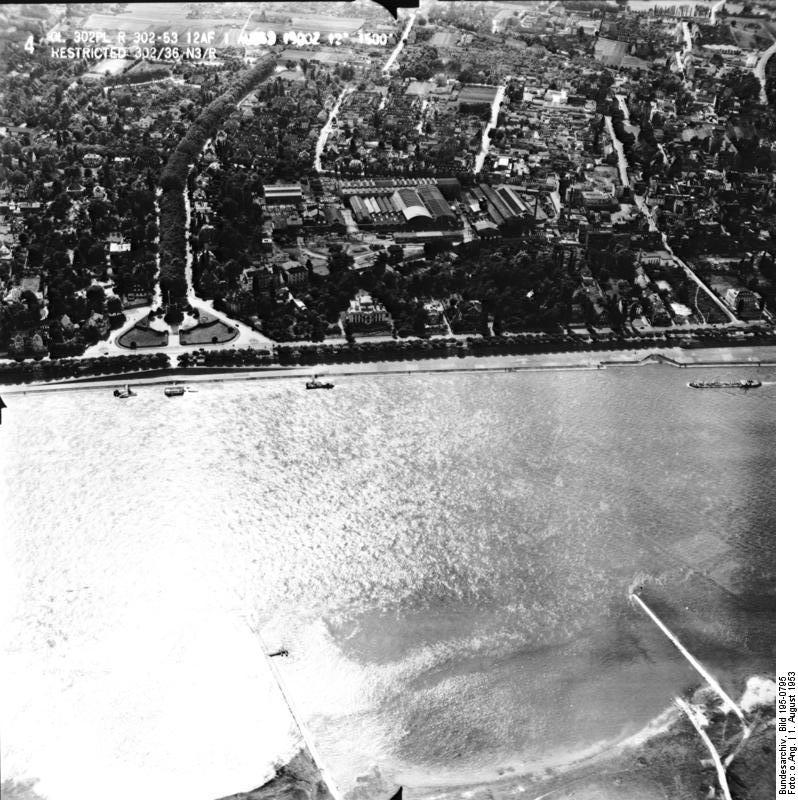
Bayenthal: Luftbild 1953.
Links Bayenthalgürtel mit Bismarckturm am Rheinufer, rechts davon Palais Oppenheim (erbaut 1906–08), darüber Werksgelände der BAMAG, am rechten Bildrand Schönhauser Straße.

Nach ihrer Gründung 1856 beschäftigte die Kölnische Maschinenbau AG 1864 bereits 1.500 Mitarbeiter. Man baute Betriebs- und Gebläsemaschinen für den Bergbau und für Metallhütten, Dampfmaschinen und Dampfkessel, Gasmotoren, Brücken, Gasmaschinen und Eisenkonstruktionen wie die Dachkonstruktion für den Kölner Dom, die Flora und den Kölner Hauptbahnhof. Im Jahr 1909 wurde das Unternehmen von der Berlin-Anhaltischen Maschinenbau AG (BAMAG) übernommen. Später fusionierte es mit der Julius Pintsch AG zur Pintsch Bamag AG. Nach der Schließung des Betriebes im Jahr 1970 wurde das Werksgelände bis 1977 von den Architekten Krüder, Rathai und Fischer in einen Wohnpark umgewandelt.

Außerdem entstanden in Bayenthal eine Holzschneidemühle und mehrere Brauereien. Bekannt wurde die Hirsch-Brauerei in der Tacitusstraße, die im Jahre 1931 mit der Adler-Brauerei zur Adler- und Hirsch-Brauerei AG fusionierte. Hauptaktionär war die jüdische Familie Jakob Feitel. Sie musste Deutschland in der Zeit des Nationalsozialismus verlassen; das Unternehmen wurde unter dem Namen Dom-Brauerei „arisiert“. Der Betrieb wurde 2001 in die Alteburger Straße 145 verlegt.
Dort hatte die Wicküler-Gruppe aus Wuppertal auf dem Gelände, das sie bis dahin für den Vertrieb ihres in Wuppertal erzeugten Flaschenbiers genutzt hatte, 1965 eine Brauerei für ihr Küppers Kölsch errichtet. Anders als bis dahin bei Kölsch Bier üblich, wurde dieses nicht nur in Fässern für Gaststätten, sondern hauptsächlich in Flaschen für den Endverbraucher vertrieben. Obwohl bestritten wurde, dass das obergärige, weniger haltbare Kölsch sich dazu eigne, setzte sich dieser Absatzweg durch. Der Anteil von Kölsch an dem in Köln getrunkenen Bier steigerte sich von 35 Prozent bis 1970 auf 75 und bis 1980 sogar auf 90 Prozent. Nachdem die Dom-Brauerei den Betrieb 2001 übernommen hatte, erzwangen wirtschaftliche Schwierigkeiten Ende 2005 die Auslagerung der Bierproduktion und 2006 den Verkauf des Areals, das inzwischen eingeebnet wurde. Es gehört zu einem Gebiet, für das nach vorbereitender Untersuchung (§ 141 BauGB) im Dezember 2011 die förmliche Festlegung als Sanierungsgebiet (§ 142 BauBG) vorgeschlagen wurde. Die weitere Nutzung des nun dem Bau- und Liegenschaftsbetrieb NRW gehörenden Grundstücks ist noch völlig offen.

### Einrichtungen

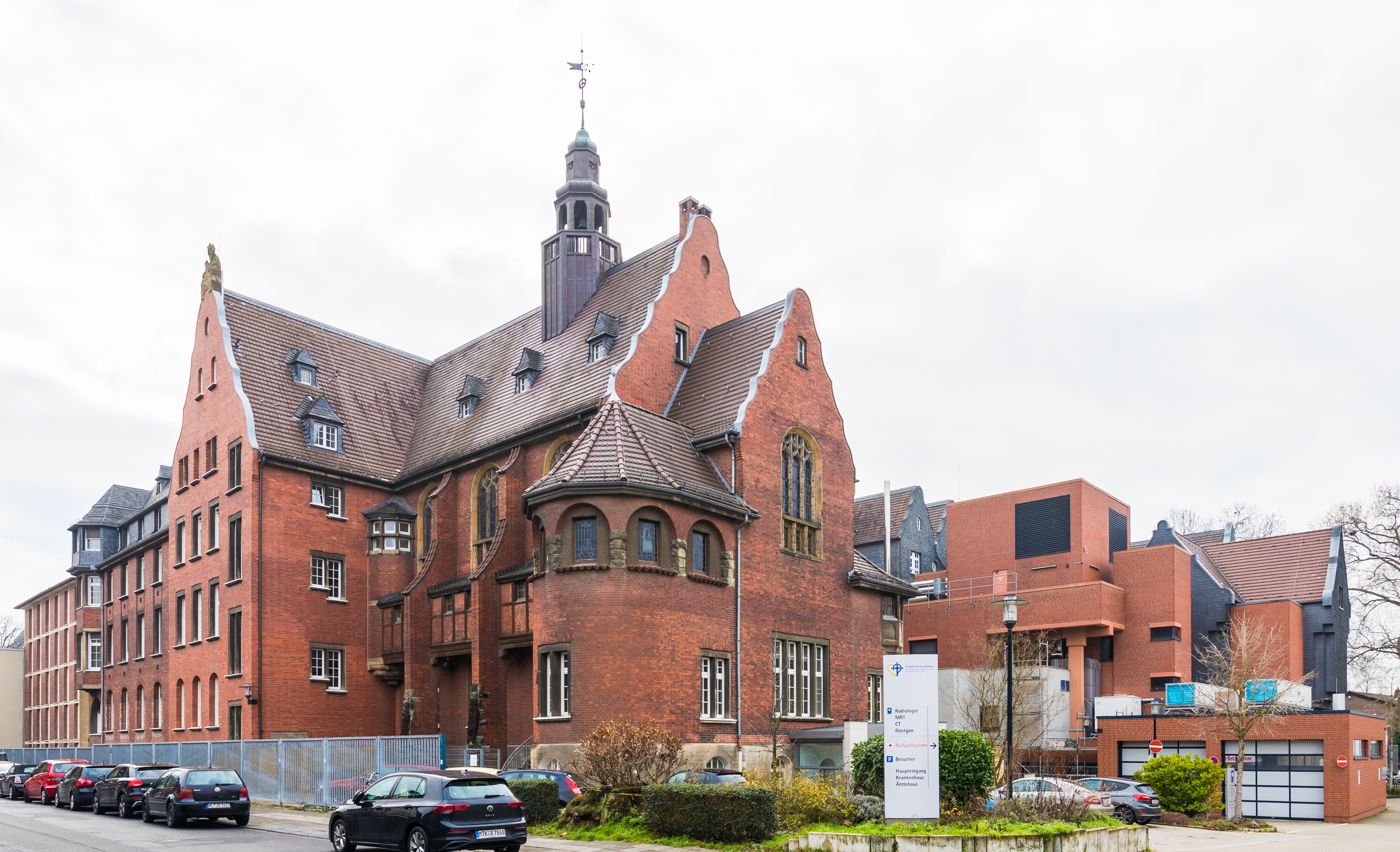
St.-Antonius-Krankenhaus mit Kapelle

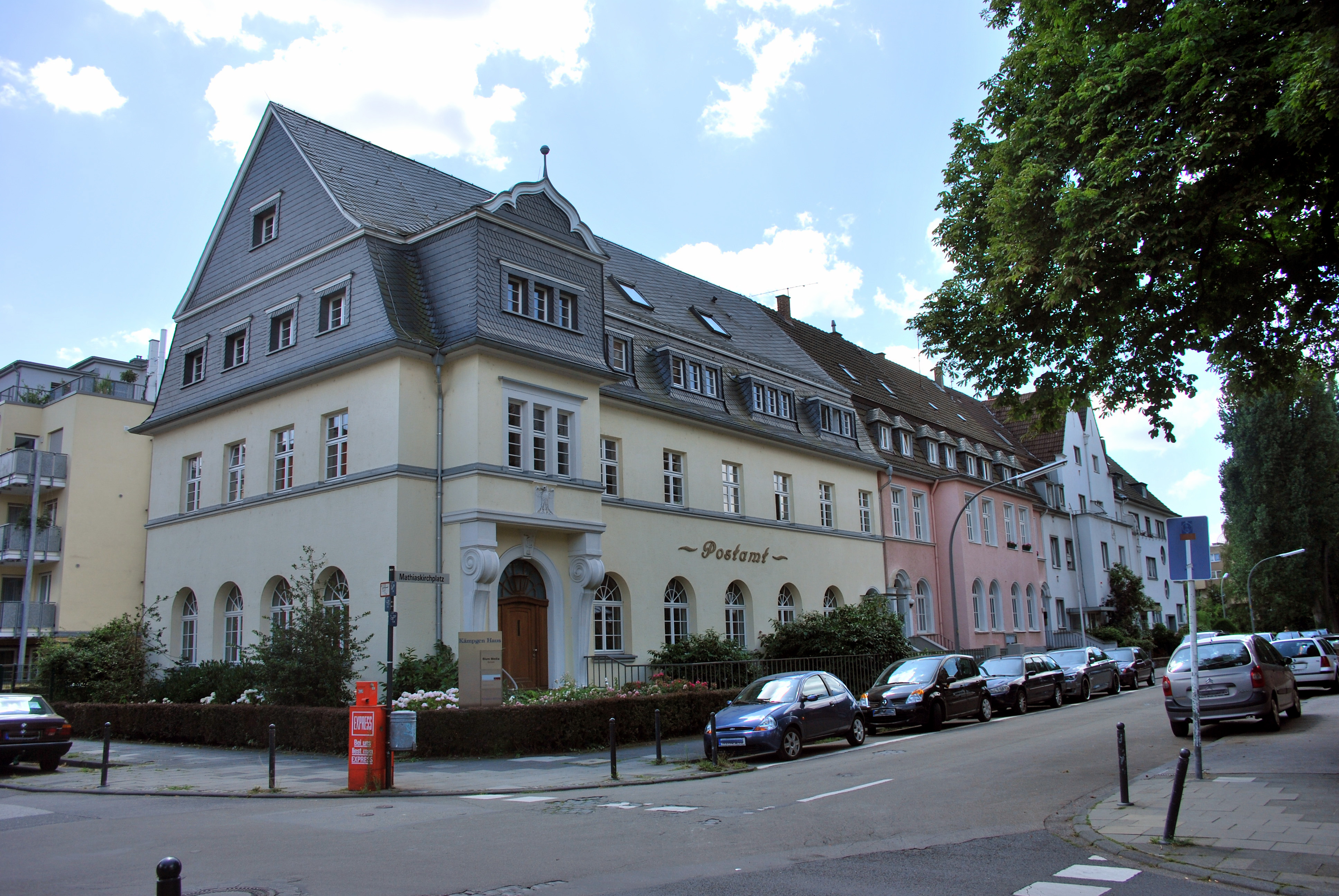
Altes Postamt am Mathiaskirchplatz

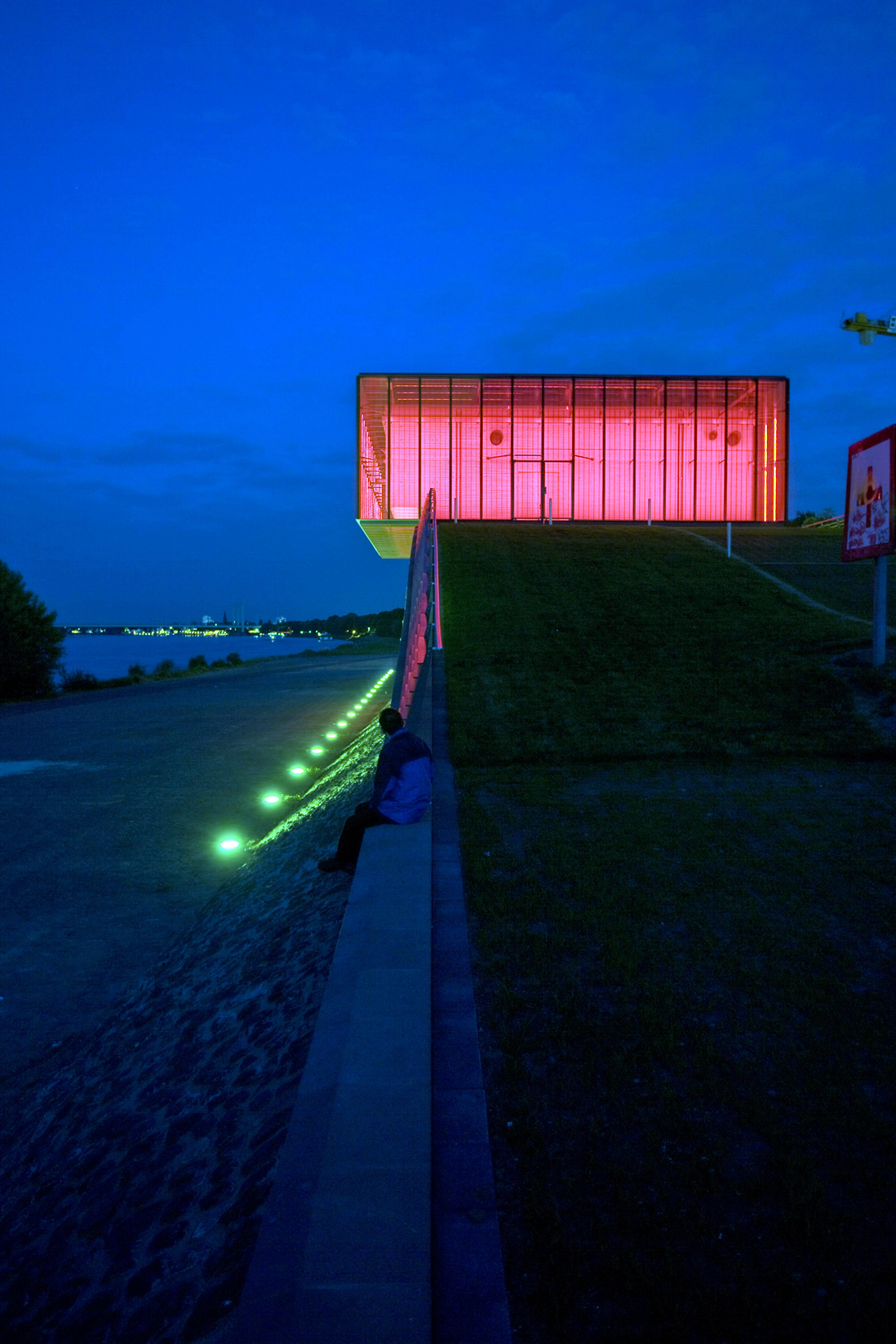
Hochwasserpumpwerk

- St.-Antonius-Krankenhaus Schillerstraße 23, eine Einrichtung der Cellitinnen-Stiftung, Denkmal Nummer 1213 seit dem 2. Dezember 1982 (Ost-West Flügel und der nach Norden anschließende Kapellen-Trakt)

Ein weitgehend erhaltenes, vielteilig gegliedertes Ensemble, das um 1910 in den Formen der Spätgotik und des Heimatstils, vermischt mit Jugendstil-Einflüssen, errichtet wurde. Die Fassaden sind aus Backstein mit Werksteingliederungen, die Satteldächer durch Giebel mit gewellten Ortgängen begrenzt.
An der Westseite, Schillerstraße, ist der ehemalige Haupteingangs-Portikus mit Werksteinpfeilern und Mansarddach erhalten. Darüber, im Giebel, eine Antoniusfigur. Nach Süden sind wenig geglückte, riegelförmige Anbauten aus den fünfziger und siebziger Jahren angefügt.
Im Inneren des Krankenhauses sind der Bereich des Haupttreppenhauses sowie die Hauptflure denkmalwert (Boden- und Wandfliesen, Türrahmungen).
Die Kapelle ist durch den verkupferten Dachreiter mit welscher Haube und durch die Fachwerk-Seitenflügel von dem Krankenhaus abgesetzt. Das Innere des hoch liegenden Raums, der zwei Hauptgeschosse einnimmt, überspannt ein Tonnengewölbe mit Stichkappen. Seinen drei Achsen folgt im Norden der eingezogene, rechteckige Altarraum mit einem Seitenflügel für die Schwestern. Hier ist die ursprüngliche Jugendstil-Ausstattung weitgehend erhalten: Marmorverkleidung, Engelfiguren, drei Altaraufbauten (Holz, fertig gefasst). Sonstige Ausstattung: Beichtstuhl, vierzehn Kreuzwegstationen, Pietà, Anna Selbdritt. Die farblich gut eingefügten Fenster stammen von Hubert Schaffmeister und P. Winner, 1969.
Trotz der "modernen" Flügelbauten sind Krankenhaus und Kapelle in ihrer ursprünglichen Gestalt ablesbar. Außen- und Innendetails sind von großer Qualität. Der Kapellenbau findet in Köln keine Parallele. Besonders seine vom Jugendstil beeinflusste Ausstattung ist in seltener Vollständigkeit bewahrt.
Für den Industrie-Vorort Bayenthal ist das Antonius-Krankenhaus ein wesentlicher Bestandteil seiner Infrastruktur. Größe und Detailgestaltung des Gebäudes von 1910 reflektieren die damalige Bedeutung des Stadtteils. Zusammen mit der Matthiaskirche und dem St. Josefhaus prägen hier drei denkmalwerte Großbauten des Historismus eine Reihe wichtiger Straßen des Stadtteils.
- Wohnheim St. Josefshaus Bernhardstr. 97, Denkmal Nummer 2832 seit dem 28. Februar 1985.

Altbau: drei Geschosse, drei zu neun Achsen, Backsteinfassaden mit Form- und Werksteingliederungen, Neogotik (Niederdeutsche Backsteingotik)
Das St. Josefshaus ist ein bedeutendes baugeschichtliches Zeugnis des Vororts für die Entwicklung des Ortsteils nach seiner Eingemeindung im Jahre 1888. Die Bayenthaler Flur gewann im 19. Jh. an wirtschaftlicher Bedeutung. Die Niederlassung von Industriebetrieben (u. a. 1856 Kölnische Maschinenbau AG) hatte den Bau von Arbeiter- und Wohnreihenhäusern zur Folge. Die dann nach Plan vorgenommene Bebauung unterbrach die weitere Industrialisierung. Bayenthal wandelte sich zum Wohnvorort; der Ausbau des Südteils geschah in Anpassung an das benachbarte Villenviertel Marienburg. Während dieser Phase entstand um den Mathiaskirchplatz ein Ortsmittelpunkt mit Kirche, Krankenhaus, St. Josefshaus und Post. Außer der Post korrespondieren die anderen Gebäude in Bauformen, Material und Größenverhältnissen miteinander, wodurch sich städtebaulich eine Ensemblewirkung ergibt.
Das St. Josefshaus ist ein von hoher Backsteinmauer umschlossener Gebäudekomplex, bestehend aus einem Alt- und einem Neubau; ein Mitteltrakt verbindet beide Bauteile miteinander.
Fassade I zum Mathiaskirchplatz: strenge vertikale Gliederung der Giebelseite durch Axialität der Fenster, Ecklisenen und Wandpfeiler, horizontale Gliederung durch Gesimse und dichte Reihung der Fenster. Auf Blattkonsolen stehende Plastiken Josef und Maria im zweiten Geschoss.
Fassade II: Die Traufseite des Gebäudes wird bestimmt von einem giebelbekrönten Mittelrisalit, dessen besonderes Schmuckteil die als gotisches Gewändeportal mit Maßwerkfenster gestaltete Eingangstür ist. Auf der ersten Fensterachse befindet sich als Anbau eine mit Rundfenstern und Ziergiebel geschmückte Kapelle. Zur einheitlichen Wirkung des Fassadenaufbaus tragen die teilweise noch erhaltenen Sprossenfenster bei.
Inneres: Von der originalen Ausstattung des Altbaus sind außerdem erhalten das zweijochige Kreuzgewölbe im Hausflur, Fliesen in Flur und Diele, Terrazzotreppe mit ornamentiertem Eisengeländer, Hoftür mit Buntglasfenster, Innentür zum Mitteltrakt, Zimmertüren, Türrahmen, Fußbodenleisten, in der Kapelle Gewölbe und Mosaikfußboden.
- Erzbischöfliches Irmgardis-Gymnasium Köln-Bayenthal Schillerstraße 100
- Hochwasser-Pumpwerk am Rheinufer/Schönhauser Straße,

2008 nach Plänen des Kölner Architekten Kaspar Kraemer 2008 erbaut. Je nach Anlass unterschiedlich beleuchtbar signalisiert es mit der Lichtfarbe auch den Pegelstand und bietet vor allem bei Dunkelheit einen spektakulären Anblick.